# Récif Tottan
Das Récif Tottan (französisch) ist ein Riff im Géologie-Archipel vor der Küste des ostantarktischen Adélielands. Es liegt nördlich der Gouverneur-Insel.
Französische Wissenschaftler benannten es 1960 nach dem norwegischen Robbenfänger MV Tottan, von dem aus das Riff entdeckt worden war.